# 佛朗哥·法吉
佛朗哥·法吉（義大利語：Franco Faggi，1926年3月8日—2016年6月12日），意大利男子赛艇运动员。他曾代表意大利参加1948年和1952年夏季奥林匹克运动会赛艇比赛，其中在1948年奥运会获得一枚金牌。